# Аттритор

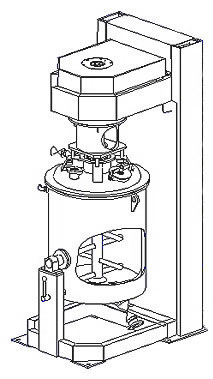
Схема Аттритора

Аттритор (англ. attritor) — это устройство для механического измельчения, смешивания и агломерации нескольких разнородных материалов.

## Принцип работы
Аттритор представляет собой вертикальный неподвижный барабан с загруженными в него шарами из твёрдых материалов (нержавеющей стали, чугуна, стали ШХ-15, твердых сплавов (ВК-8), керамических материалов (Al2O3, ZrO2), стекла и т. п.).
Внутри барабана со скоростью в несколько сотен оборотов в минуту вращается вертикальный ворошитель. Лопасти ворошителя заставляют циркулировать мелющие шары по всему объёму аттритора. В результате измельчаемый материал интенсивно истирается. Достоинство аттритора является высокое качество получаемой продукции — равномерное распределение частиц получаемого порошка по размерам. Аттритор очень эффективен при приготовлении ультратонких порошковых смесей из разнородных компонентов.